# ويكيبيديا اللتوانية
ويكيبيديا اللتوانية (بالليتوانية: Lietuviškoji Vikipedija) هي النسخة اللتوانية من موسوعة ويكيبيديا، أطلقت في 2003، وفي يونيو 2009 أصبح لديها أكثر من 80,000 مقالة. اعتبارًا من فبراير 2021، كانت ويكيبيديا اللتوانية أكثر ويكيبيديا زيارةً في ليتوانيا. قبل ويكيبيديا الروسية وويكيبيديا الإنجليزية.

## الإحصائيات
اعتبارًا من يوليو 2021، بلغت عدد المقالات في ويكيبيديا الليتوانية 199,053. وتمثل 61٪ من جميع المقالات لغات البلطيق، مما يجعلها أكبر طبعة بلطيقة.
| عدد المستخدمين المسجلين | عدد المستخدمين النشيطين | عدد المقالات | صفحات المحتوى | عدد التعديلات | عدد الملفات المرفوعة | عدد الإداريين |
| ----------------------- | ----------------------- | ------------ | ------------- | ------------- | -------------------- | ------------- |
| 197٬837                 | 349                     | 222٬335      | 553٬363       | 7٬551٬256     | 26٬508               | 9             |

## المعرض

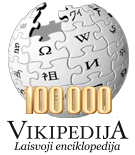
شعار خاص بمناسبة إنشاء المقالة رقم 100,000